# أليس زوفيتس
أليس زوفيتس (باللاتينية: Alyssum szovitsianum) نوع نباتي يتبع جنس الأليس من الفصيلة الكرنبية.

## البيئة والانتشار
موطنه بلاد الشام وأرمينيا.